# Robert Wilson (écrivain)
Pour les articles homonymes, voir Robert Wilson et Wilson.
Ne doit pas être confondu avec Bob Wilson.
Œuvres principales
- Une mort à Lisbonne

Robert Wilson, né en 1957, est un écrivain britannique de roman policier et de roman d'espionnage.

## Biographie
Pendant la Deuxième Guerre mondiale, son père était pilote de la Royal Air Force. Il fait ses études supérieures à l'Université d'Oxford.
Il amorce sa carrière littéraire avec la publication d'une série policière consacrée aux enquêtes de Bruce Medway, qui a pour cadre le Bénin, un héros qu'il abandonne en 1998. Une deuxième série, beaucoup mieux connue, met en scène Javier Falcón dont les exploits se déroulent à Séville. La série Falcón a été adaptée en 2012 par la télévision britannique sous le titre Falcón (voir : Falcón (TV series) (en)), avec l'acteur néo-zélandais Marton Csokas dans le rôle-titre.
Robert Wilson a également signé des romans d'espionnage, notamment La Compagnie des ombres (2001), réédité en collection de poche sous le titre La Danse des espions. Il obtient le Gold Dagger Award en 1999 pour A Small Death in Lisbon (Une mort à Lisbonne), un roman policier en partie historique.

## Œuvre

### Romans

#### SérieBruce Medway
- Instruments of Darkness (1995)
- The Big Killing (1996)
- Blood is Dirt (1997)
- A Darkening Stain (1998)

#### SérieJavier Falcón
- The Blind Man of Seville (2003) Publié en français sous le titre Meurtres à Séville, trad. de Viviane Mikhalkov, Paris, Éditions Robert Laffont, coll. « Best-sellers », 2004, 509 p.  (ISBN 2-221-10067-0)
- The Silent and the Damned ou The Vanished Hands (2004) Publié en français sous le titre Les Damnés de Séville, trad. de Dominique Defert, Paris, Éditions Robert Laffont, coll. « Best-sellers », 2006, 395 p.  (ISBN 2-221-10068-9)
- The Hidden Assassins (2006) Publié en français sous le titre Les Assassins de l’ombre, trad. de Nathalie Gouyé-Guilbert, Paris, Éditions Robert Laffont, coll. « Best-sellers », 2009, 490 p.  (ISBN 978-2-221-10880-2)
- The Ignorance of Blood (2009) Publié en français sous le titre Le Prix du sang, trad. de Nathalie Gouyé-Guilbert, Paris, Éditions Robert Laffont, coll. « Best-sellers », 2010, 413 p.  (ISBN 978-2-2211-1342-4)

#### SérieCharles Boxer
- Capital Punishment (2013)
- You Will Never Find Me (2014)

#### Autres romans
- A Small Death in Lisbon (1999) Publié en français sous le titre Une mort à Lisbonne, trad. de Marlène et Pierre Bondil, Paris, Éditions Robert Laffont, coll. « Best-sellers », 2002, 521 p.  (ISBN 2-221-09455-7)
- The Company of Strangers (2001) Publié en français sous le titre La Compagnie des ombres, trad. de Dominique Defert, Paris, Éditions Robert Laffont, coll. « Best-sellers », 2003, 520 p.  (ISBN 2-221-09456-5) ; réédition sous le titre La Danse des espions, Paris, Presses-Pocket no 12607, 2005  (ISBN 2-266-15401-X)

## Adaptation
- 2012 : Falcón (TV series) (en), avec Marton Csokas